# Iris Davis
Pour les articles homonymes, voir Davis.
Iris Davis, née le 30 avril 1950 et mort le 18 septembre 2021 à Pompano Beach, est une athlète américaine, spécialiste du sprint.

## Biographie
Elle remporte la médaille d'or du 400 m et du relais 4 × 400 m lors des Jeux panaméricains de 1971, à Cali, en Colombie. 
Elle participe aux Jeux olympiques d'été de 1972, à Munich, se classant quatrième de l'épreuve du 100 m et quatrième de celle du 4 × 400 m.
Elle est sacrée championne des États-Unis du 100 m en 1971 et 1973.